# Luis Iberico Núñez
Luis Carlos Antonio Iberico Núñez (Lima, 2 de enero de 1959) es un periodista y político peruano. Ha sido congresista de la República en varios periodos y presidente del Congreso en dos ocasiones. Actualmente , se desempeña como embajador del Perú en el reino de España desde el 4 de julio de 2024 durante el gobierno de Dina Boluarte. Desde 2007, es militante del partido Alianza para el Progreso.

## Biografía
Nació el 2 de enero de 1959 en Lima, Perú. Es hijo del médico Juan Gilberto Iberico y de la enfermera María Luisa Núñez García. Cursó sus estudios escolares en el Colegio Santa Margarita.
En 1976, ingresó a la Universidad Nacional Mayor de San Marcos para estudiar Psicología, pero al cabo de un año optó por el periodismo, pasando a estudiar Ciencias de la Comunicación en la Universidad de Lima. Inició también estudios en Ciencias Económicas en la Universidad Ricardo Palma. Decidió culminar sus estudios de periodismo en la Escuela de Periodismo Jaime Bausate y Meza, donde se graduó de bachiller profesional (1983) obteniendo posteriormente el grado de Bachiller y Licenciado en Periodismo. Llevó estudios de Maestría en periodismo en la Universidad San Martín de Porres y tiene presentado su proyecto de Tesis.

## Carrera periodística
Inició su carrera periodística en 1984, trabajando en diversos diarios de Lima (El Observador, La Noticia, Hoy), como redactor y columnista político. Luego ingresó a Frecuencia Latina (Canal 2), como reportero del programa 90 Segundos (1985). Como reportero principal y entrevistador político, pasó al programa Contrapunto (1989). De sus reportajes destacaron los relacionados con la lucha antiterrorista. En 1995, cubrió la guerra del Cenepa. Entre 1995 y 1996 incursionó en la producción de documentales ecológicos. En junio de 1996, asumió la dirección de Contrapunto. Se enfocó en las denuncias de corrupción y violación de los derechos humanos durante el gobierno de Alberto Fujimori, lo que originó la intervención del gobierno contra Canal 2 y su principal accionista, Baruch Ivcher. Ello se concretó con el inconstitucional retiro de la nacionalidad peruana de dicho empresario y la toma de este medio de comunicación por parte de los accionistas minoritarios Samuel y Mendel Winter. En respuesta a este atropello, Iberico y una veintena de periodistas de Canal 2 renunciaron. 
Fue contratado por Astros Producciones (Canal 13), con el proyecto de un nuevo programa periodístico, pero ello se frustró. Luego pasó a ser Director de Prensa de ATV (Canal 9), donde tampoco duró mucho tiempo. Se supo después, gracias a un “vladivideo”, que el gerente del canal, Julio Vera Abad, accedió a la presión del gobierno de retirar los programas periodísticos de Canal 9, a cambio de un sustancioso pago en efectivo.
En 1998, junto con Fernando Viaña, fundó el diario Referéndum, que cerró al cabo de un año, nuevamente por manipulación del gobierno a través del Servicio de Inteligencia Nacional (SIN). En 1999, junto con Fernando Viaña y César Hildebrandt, inició el diario Liberación, que se convirtió en el único medio de prensa escrito que se mantuvo en pie de lucha contra el régimen.

## Vida política

### Congresista (2000-2006)
Al prepararse la tercera reelección de Alberto Fujimori, Iberico decidió incursionar de lleno en su otra gran pasión, la política.  
En las elecciones generales del 2000, decidió postular al Congreso de la República por el Frente Independiente Moralizador de Fernando Olivera y logró resultar elegido, con 97,399 votos, para el periodo parlamentario 2000-2005.
Participó en la protesta popular denominada “Marcha de los Cuatro Suyos”, el 28 de julio del 2000, el mismo día en que Alberto Fujimori asumió su tercer gobierno. Desde el parlamento, Iberico continuó su lucha contra la dictadura y presentó mociones pidiendo investigar a Vladimiro Montesinos. 
En agosto del mismo, junto a su líder Fernando Olivera, Gonzalo Carriquiry y Francisco Palacios, emprendió la maniobra que acabaría con la caída del gobierno. Iberico estableció contacto con quienes le ofrecieron el vídeo donde se mostraba a Montesinos entregando dinero al congresista de la oposición Alberto Kouri, para que se pasara a las filas de Perú 2000. El 14 de septiembre del 2000, se exhibió el vídeo en una conferencia de prensa liderada por Fernando Olivera, Iberico y la ex-primera dama Susana Higuchi. Sucesivamente se produjo la huida de Montesinos, la renuncia de Fujimori desde Japón y la instauración de un gobierno de transición presidido por Valentín Paniagua, su periodo parlamentario fue reducido hasta el 2001 tras la caída del gobierno fujimorista.
Para las elecciones generales del 2001, Iberico decidió postular a la reelección con el FIM y resultó reelegido con 144,671 votos para el periodo parlamentario 2001-2006. 
De agosto del 2001 a julio del 2002 fue quinto vicepresidente del Congreso de la República en presidencia de Carlos Ferrero Costa.
En las elecciones del 2006, fue anunciado como candidato a la segunda vicepresidencia en la plancha presidencial de Fernando Olivera, sin embargo, Olivera decidió renunciar a su candidatura para luego postular al Congreso junto con Iberico donde no obtuvieron buenos resultados.
Renunció al Frente Independiente Moralizador en 2007 y se afilió al partido Alianza para el Progreso de César Acuña.

### Congresista (2011-2016)
En las elecciones generales del 2011, Iberico volvió a la política como candidato al parlamento por Alianza por el Gran Cambio. Resultó elegido con 53,494 votos para el periodo parlamentario 2011-2016. 
En el parlamento integraba el bloque PPC-APP.
El 26 de julio del 2013, fue elegido como 2.º vicepresidente del Mesa Directiva bajo la presidencia de Fredy Otárola y luego en 2014, tras el nombramiento de Otárola como ministro de Trabajo y de Carmen Omonte como ministra de la Mujer, Iberico asumió la presidencia interina del parlamento, estuvo en el mandato hasta el final de la legislatura donde fue sucedido por Ana María Solórzano.

### Presidente del Congreso (2015-2016)
Para las elecciones de una nueva Mesa Directiva del Congreso, Iberico, en representación de su bancada PPC-APP, se presentó como candidato de la oposición, respaldado por Fuerza Popular, Concertación Parlamentaria y Unión Regional. Frente a él, se alzó la candidatura de Vicente Zeballos de Solidaridad Nacional, que contaba con el apoyo de Acción Popular-Frente Amplio, Perú Posible y el oficialismo.
El 26 de julio de 2015 se realizaron las elecciones en las que Iberico resultó elegido Presidente del Congreso obteniendo 70 votos, frente a los 55 que obtuvo su contrincante. Ese mismo día juramentó junto con Natalie Condori (Dignidad y Democracia) como primera vicepresidenta, Mariano Portugal (Unión Regional) como segundo vicepresidente y Luis Galarreta (PPC-APP) como tercer vicepresidente.

### Embajador de Perú en Italia
Tras las elecciones de 2016, el presidente Pedro Pablo Kuczynski decidió nombrarlo embajador extraordinario y plenipotenciario del Perú en Italia, cargo que desempeñó desde el 1 de noviembre de 2016.[cita requerida] Además es embajador concurrente ante Chipre, San Marino y los organismos multilaterales FAO, PMA y FIDA.

### Congresista (2019-2020)
El 8 de mayo del 2019, Iberico juró como congresista en reemplazo de Edwin Donayre, quien fue destituido por actos de corrupción, para completar el periodo parlamentario 2016-2021.
El 30 de septiembre del mismo año, su cargo llega a su fin tras la disolución del Congreso decretada por el expresidente Martín Vizcarra, sin embargo, Iberico continuó en el Congreso hasta el 2020.

### Embajador de Perú en España
En julio de 2024, la presidenta Dina Boluarte lo nombró como embajador político representante del Estado Peruano ante el Reino de España y el Principado de Andorra, con sede en la embajada del Perú en Madrid, y como representante del Perú ante la Organización Mundial de Turismo, en reemplazo en ambos cargos de Walter Gutiérrez.